# Donald Broadbent
Donald Eric (D.E.) Broadbent (Birmingham, 6 de mayo de 1926 - 10 de abril de 1993) fue un psicólogo experimental influyente del Reino Unido. Su carrera e investigación cerraron la brecha entre el enfoque anterior a la Segunda Guerra Mundial de Sir Frederic Bartlett y lo que se conoció como Psicología cognitiva a finales de los años sesenta. Una encuesta de Review of General Psychology, publicada en 2002, clasificó a Broadbent como el 54.º psicólogo más citado del siglo XX.
Estudió en la Universidad de Cambridge, en 1958 se convirtió en director de la Unidad de Investigación en Psicología aplicada, creada por el Consejo de Investigación Médica del Reino Unido en 1994 para centrarse en el trabajo de Frederic Bartlett. Aunque la mayor parte del trabajo en el APRU se dirigió a problemas prácticos de la industria militar o privada, Broadbent se hizo conocido por su trabajo teórico. Sus teorías de la atención selectiva y de la memoria a corto plazo se desarrollaron a medida que las computadoras digitales estaban disponibles para la comunidad académica, y fueron de los primeros en utilizar analogías informáticas para hacer contribuciones serias para el análisis de la cognición humana. Estas teorías se combinaron para formar o que se conoce como la “hipótesis de un solo canal”. El 
modelo de filtro de atención de Broadbent propuso que las características físicas (por ejemplo, tono, sonoridad) de un mensaje auditivo fuera utilizado para enfocar la atención solo en un mensaje. El modelo de filtro de Broadbent se conoce como un modelo de selección temprana porque los mensajes irrelevantes son filtrados antes de que la información del estímulo se procese para su significado. Estas y otras teorías fueron reunidos en su libro Percepción y Comunicación de 1958,  el cual sigue siendo uno de los textos clásicos de la Psicología cognitiva.  En 1974 Broadbent se convirtió en miembro de Wolfson College, Oxford y regresó a la ciencia aplicada; junto con su colega Dianne Berry, el desarrolló nuevas ideas sobre el aprendizaje implícito a partir del desempeño humano de procesos industriales complejos.

## Modelo de filtro de atención de Broadbent
El Modelo de filtro de atención de Broadbent propone la existencia de un dispositivo de filtro teórico, ubicado entre el registro sensorial entrante y el almacenamiento de memoria a corto plazo. Su teoría se basa en el paradigma de almacenamiento múltiple de William James (1890) y el más reciente modelo de memoria 'multi-store' de Atkinson & Shiffrin en 1968. Este filtro funciona junto con un búfer, y permite al sujeto manejar dos tipos de estímulos presentados al mismo tiempo. Una de las entradas se permite a través del filtro, mientras que la otra espera en el búfer para su procesamiento posterior. El filtro evita la sobrecarga del mecanismo de capacidad limitada ubicado más allá del filtro, que es la memoria a corto plazo.  Broadbent ideó esta teoría basada en datos de un experimento: tres pares de dígitos diferentes se presentan simultáneamente, un conjunto de tres dígitos en un oído y otro conjunto de tres dígitos en el otro. La mayoría de los participantes recordaron los dígitos oreja a oreja, en lugar de par por par. Por lo tanto, si 496 se presentaron en un oído y 852 en el otro, el retiro sería 496852 en lugar de 489562.
La teoría tiene dificultades para explicar el famoso Efecto de fiesta cóctel, propuesto por el científico británico Colin Cherry, que trata de explicar cómo podemos enfocar nuestra atención hacia los estímulos que nos parecen más interesantes.
Una conferencia en honor a Broadbent se da en la conferencia anual de la British Psychological Society.